# Meijin 2000
Il Meijin 2000 è stata la 25ª edizione del torneo goistico giapponese Meijin.

## Qualificazioni
Dalle eliminatorie i giocatori qualificati al torneo finale sono stati Yoshiaki Imamura, Naoki Hane e Ō Meien.

## Torneo
- W indica vittoria col bianco
- B indica vittoria col nero
- X indica la sconfitta
- +R indica che la partita si è conclusa per abbandono
- +N indica lo scarto dei punti a fine partita
- +F indica la vittoria per forfeit
- +T indica la vittoria per timeout
- +? indica una vittoria con scarto sconosciuto
- V indica una vittoria in cui non si conosce scarto e colore del giocatore

| Giocatore        | N.Y.  | K.K.   | S.R.  | O.R.  | M.K.  | M.T.   | O.M.  | Y.I.  | N.H. | Risultato | Note                                     |
| ---------------- | ----- | ------ | ----- | ----- | ----- | ------ | ----- | ----- | ---- | --------- | ---------------------------------------- |
| Norimoto Yoda    | –     | W+1,5  | B+0,5 | X     | B+R   | W+0,5  | X     | W+R   | B+R  | 6-2       | Qualificato allo spareggio per la finale |
| Kōichi Kobayashi | X     | –      | X     | X     | W+R   | B+19,5 | X     | X     | W+R  | 3-5       | Retrocesso                               |
| Shikun Ryu       | X     | B+R    | –     | X     | X     | W+5,5  | B+3,5 | W+R   | X    | 4-4       |                                          |
| Ō Rissei         | B+0,5 | W+13,5 | B+0,5 | –     | X     | B+R    | X     | B+4,5 | X    | 5-3       |                                          |
| Masao Kato       | X     | X      | W+0,5 | B+0,5 | –     | X      | B+R   | W+R   | X    | 4-4       |                                          |
| Masaki Takemiya  | X     | X      | X     | X     | B+R   | –      | X     | B+2,5 | X    | 2-6       | Retrocesso                               |
| Ō Meien          | W+4,5 | B+2,5  | X     | B+9,5 | X     | B+R    | –     | W+2,5 | B+R  | 6-2       | Qualificato allo spareggio per la finale |
| Yoshiaki Imamura | X     | W+1,5  | X     | X     | X     | X      | X     | –     | X    | 1-7       | Retrocesso                               |
| Naoki Hane       | X     | X      | W+R   | B+R   | W+4,5 | B+6,5  | X     | B+0,5 | –    | 5-3       |                                          |

## Finale
La finale è stata una sfida al meglio delle sette partite.